# 克洛滕
克洛滕（德語：Kloten）是是瑞士联邦苏黎世州比拉赫区的市镇，距离苏黎世10千米。该市镇面积为19.28平方千米，海拔高度435米，2018年12月31日人口为19,672人。
瑞士最大的机场苏黎世机场位于克洛滕。

## 外部連結
- Official website （页面存档备份，存于） （德文）